# Marco Morello
Marco Morello (30 de diciembre de 1992) es un deportista italiano que compitió en tiro con arco, en la modalidad de arco recurvo.
Ganó dos medallas de plata en el Campeonato Europeo de Tiro con Arco en Sala, en los años 2015 y 2019. Además, consiguió una medalla de bronce en los Juegos Mundiales de 2022.

## Palmarés internacional
| Campeonato Europeo en Sala | Campeonato Europeo en Sala | Campeonato Europeo en Sala | Campeonato Europeo en Sala |
| Año                        | Lugar                      | Medalla                    | Prueba                     |
| -------------------------- | -------------------------- | -------------------------- | -------------------------- |
| 2015                       | Koper (Eslovenia)          | Medalla de plata           | Equipo                     |
| 2019                       | Samsun (Turquía)           | Medalla de plata           | Individual                 |